# Pseudocordulia
Pseudocordulia is een geslacht van libellen (Odonata) uit de familie van de glanslibellen (Corduliidae).

## Soorten
Pseudocordulia omvat 2 soorten:
- Pseudocordulia circularis Tillyard, 1909
- Pseudocordulia elliptica Tillyard, 1913